# ماريا أورتيجا جالفيز
ماريا أورتيجا غالفيز من مواليد 1967 و هي فنانة إسبانية متخصصة في الرسم والنقش والتصوير الفوتوغرافي والمنسوجات . وهي مديرة الرابطة الدولية لفنون النسيج العالمية (WTA) ومديرة البينالي الدولي الثامن لفنون النسيج المعاصر [الإنجليزية] الذي تنظمه WTA، والذي عقد في مدريد، إسبانيا في عام 2019.
من عام 1996 إلى عام 1998، تعاونت كمصممة ومستشارة صور في مشاريع مثل هيروسدل و كانو نيڨرا و فونتيلاU2 .